# Sinji zovoj
Sinji zovoj (lat. Pachyptila turtur) je vrsta ptica iz roda Pachyptila. Velika je oko 23-28 cm, a ima raspon krila 56-60 cm. Teška je 88-175 grama. Perje je plavosive boje. Rep je bijel, a ima crn vrh. Ova ptica hrani se planktonom i drugim sitnim morskim životinjama, a često jede u društvu drugih jedinki, ponekad i jedinki drugih vrsta morskih ptica. Hranu najčešće nalazi na površini vode, rijetko roni. Prijetnja ovim pticama, posebno mladim jedinkama su štakori i ribarski brodovi. Okvirna populacija ovih ptica je 5 000 000 jedinki. Pachyptila turtur živi na Novom Zelandu, u Australiji i Južnoj Africi.

## Razmnožavanje
Sezona gniježdenja počinje u rujnu. Ove ptice se gnijezde u kolonijama uglavnom na manjim otocima. Kao gnijezdišta im služe rupe u tlu koje iskopaju kljunom ili nogama. U rupi se nalazi jedno bijelo jaje iz kojega se izlegne ptić za 55 dana. Roditelji ga hrane 43-56 dana, pa sve ptice napuštaju koloniju.

## Vanjske poveznice
|  | Zajednički poslužitelj ima stranicu o temi Pachyptila turtur    |
|  | Zajednički poslužitelj ima još gradiva o temi Pachyptila turtur |
|  | Wikivrste imaju podatke o taksonu Pachyptila turtur             |